# Csubai Mátyás
Csubai Mátyás (? – Keresztúr, 1794. június 8.) bölcsészdoktor, katolikus pap.

## Élete
1774-ben a nagyszombati teológiai intézetben tanult és később az esztergomi egyházmegyében plébános lett Keresztúron.

## Munkái
- Panegyricus divo Ivoni dum inclita facultas juridica… in universitate Tirnaviensi anniversarios eidem tutelari suo honores persolveret. Tyrnaviae, 1774.
- Oratio de illibato ab originis lbe Matris Virginis conceptu. Uo. 1774.